# Дуб Бабушкін
Дуб Ба́бушкін — ботанічна пам'ятка природи місцевого значення в Україні. Об'єкт природно-заповідного фонду Харківської області. 

## Розташування
Розташована в місті Харків, на вулиці вул. Пестрікова, 16. 
Площа 0,1 га. Статус надано згідно з рішенням облвиконкому від 3 грудня 1984 року № 562. Перебуває у віданні Станції переливання крові Південної залізниці. 
Статус надано для збереження 1 дуба черешчатого віком бл. 270 років. 